# Ernst Ehwald

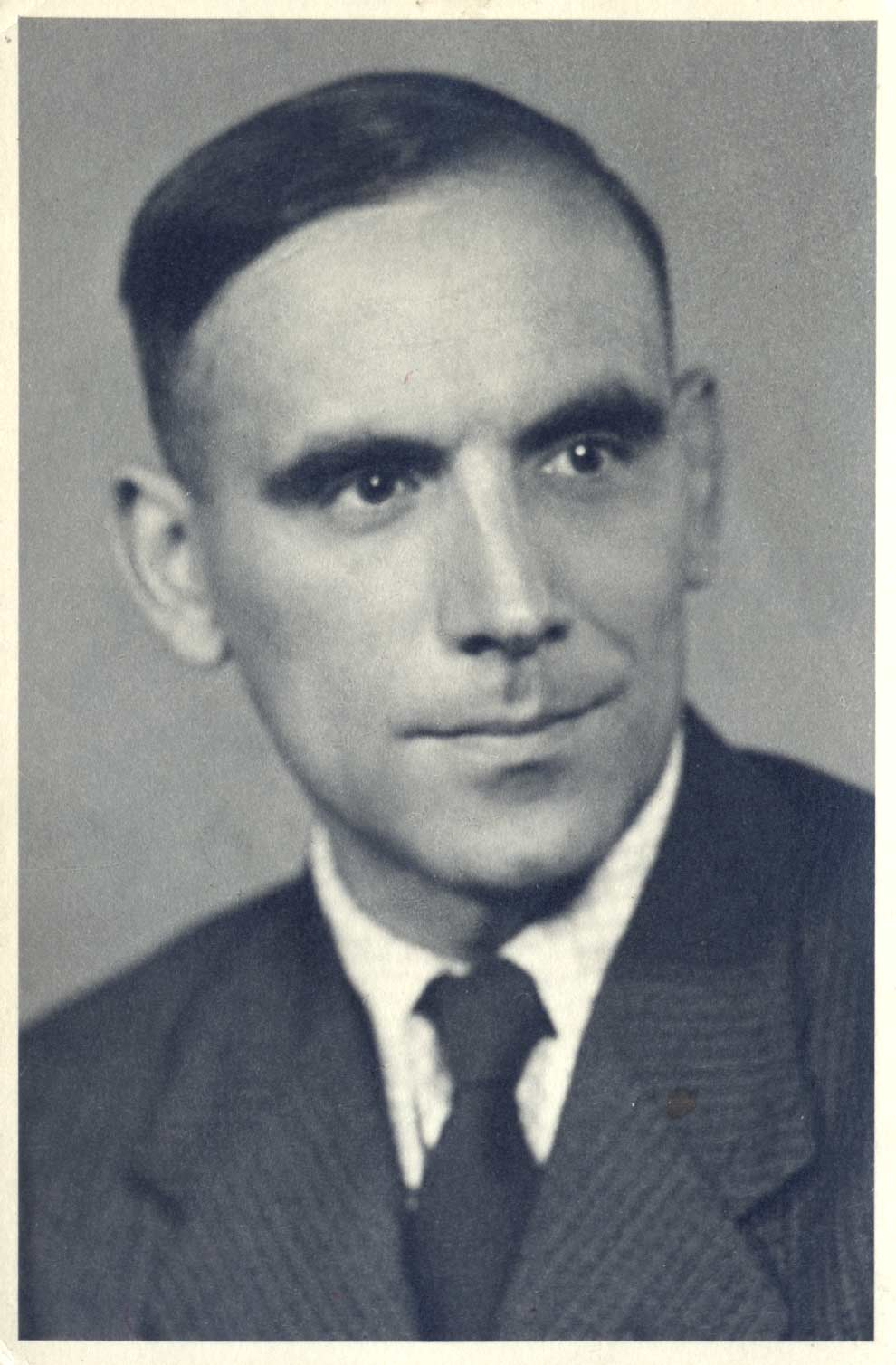
Ernst Ehwald 1952

Ernst Ehwald (* 11. August 1913 in Thal (bei Ruhla); † 14. August 1986 in Banská Bystrica/Tschechoslowakei) war ein deutscher Bodenkundler. Er prägte den Begriff „Wesen des Bodens“ als Grenzfläche zwischen Lithosphäre und Pedosphäre.

## Leben
Ernst Ehwald studierte von 1933 bis 1938 Forstwirtschaft in Hannoversch Münden, Freiburg im Breisgau und München. Am 15. September 1937 beantragte er die Aufnahme in die NSDAP und wurde rückwirkend zum 1. Mai desselben Jahres aufgenommen (Mitgliedsnummer 5.349.035). Nach dem Studium war er im Forstdienst Thüringens tätig, bis er 1939 zur Wehrmacht eingezogen wurde und in Frankreich, auf der Insel Guernsey und zuletzt in der Vegetationskartierung unter Reinhold Tüxen hinter der Ostfront am Zweiten Weltkrieg teilnahm. 1945 verwaltete Ehwald Forstämter im Thüringer Wald und trat im selben Jahr der KPD (später SED) bei.
Nach ersten Arbeiten auf dem Gebiet der Pflanzensoziologie begann er seine wissenschaftliche Laufbahn 1946 als Leiter der Versuchsabteilung für Forstliche Standortkartierung in Jena. 1951 wurde er mit der Leitung des Instituts für Forstliche Bodenkunde und Standortslehre der Humboldt-Universität zu Berlin in Eberswalde betraut. 1954 promovierte er an der Universität Jena mit einer forstklimatologischen Arbeit. 1955 wurde er zum Professor berufen. Seine Hochschultätigkeit in Eberswalde endete 1963 mit der Auflösung der Forstwirtschaftlichen Fakultät. Für deren Erhalt hatte er vergeblich gekämpft.

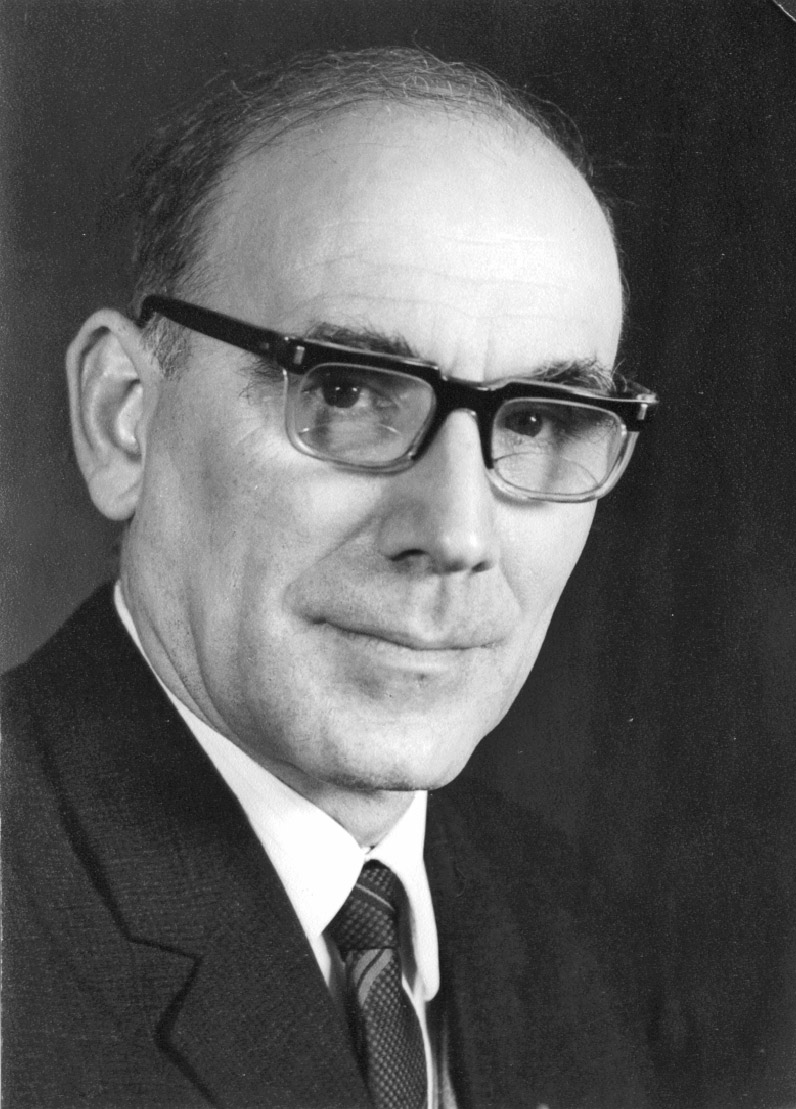
Ernst Ehwald ca. 1971

Seit 1952 ordentliches Mitglied der Deutschen Akademie der Landwirtschaftswissenschaften zu Berlin (DAL), später Akademie der Landwirtschaftswissenschaften der DDR (AdL), war Ehwald bis 1961 Sekretar der Sektion Forstwesen der Akademie und danach bis 1970 Vizepräsident der DAL. Ehwalds Tätigkeit als Vizepräsident und Institutsdirektor endete 1970 abrupt mit der Abberufung aus politischen Gründen: „fehlende Praxisnähe“ (d. h. zu viel Grundlagenforschung), „Mängel in der Personalpolitik“ (seine vier nächsten Kollegen gehörten alle nicht der Staatspartei SED an). Die DDR-Presse erwähnte ihn zuletzt 1968 und dann erst 1986 wieder, in Form einer Todesanzeige der Humboldt-Universität. Seine Rehabilitierung durch das Plenum der Landwirtschaftsakademie 1990 erlebte er nicht mehr.
Von 1971 bis zu seiner Emeritierung im Jahre 1978 wirkte er als Professor an der Sektion Pflanzenproduktion und Gartenbau der Humboldt-Universität zu Berlin.
Für seine wissenschaftlichen Leistungen wurde Ehwald mit dem Vaterländischen Verdienstorden in Bronze und mit der Verdienstmedaille der DDR ausgezeichnet. Die Bodenkundliche Gesellschaft der DDR und die Allunionsgesellschaft für Bodenkunde der UdSSR ernannten ihn zu ihrem Ehrenmitglied.
Die Deutsche Bodenkundliche Gesellschaft würdigte Ehwald 2009 als „herausragenden deutschen Bodenkundler des 20. Jahrhunderts“, der über das Fachgebiet hinaus auf das „Wesen des Bodens“ sah.
Ernst Ehwald ist Enkel des Historikers und Altphilologen Rudolf Ehwald.

## Schriften
- Über den Nährstoffkreislauf des Waldes. Hirzel-Verlag Leipzig 1957. Zugl.: Sitzungsberichte der Deutschen Akademie der Landwirtschaftswissenschaften zu Berlin Bd. 6, 1957, H. 1.
- Bodenfruchtbarkeit und Ertragsfähigkeit. In: Forschen und Wirken. Festschrift zur 150-Jahr-Feier der Humboldt-Universität zu Berlin 1810–1960, Bd. 2, Berlin 1960, S. 889–908.
- Entwicklungslinien der Bodenkunde vom klassischen Altertum bis zum 18. Jahrhundert. In: Albrecht-Thaer-Archiv Bd. 8, 1962, S. 95–110.
- Zum Begriff und Wesen der Bodenfruchtbarkeit. Sitzungsberichte der Deutschen Akademie der Landwirtschaftswissenschaften zu Berlin Bd. 12, 1963, H. 14.
- Entwicklungslinien in der Geschichte der Bodenkunde. In: Albrecht-Thaer-Archiv Bd. 8, 1964, S. 5–36.
- Einige philosophische Probleme in der Bodenkunde. Sitzungsberichte der Deutschen Akademie der Landwirtschaftswissenschaften zu Berlin Bd. 13, 1964, H. 8.